# Black and White (jeu vidéo)
Pour les articles homonymes, voir Black and White.
Black and White est un jeu vidéo de type god game développé par Lionhead Studios et publié par Electronic Arts et Feral Interactive pour Windows et Mac OS en 2001. C'est un jeu de simulation divine qui inclut des éléments de jeu de simulation, stratégie, et de combat. Le joueur doit agir comme un dieu et prendre le contrôle de villages disséminés sur plusieurs îles. Black & White propose un élément de gameplay unique, une créature que le joueur peut élever et éduquer. Le jeu était grandement attendu et généralement bien reçu. Il a été suivi d'une extension, Black & White: Creature Isle, ainsi qu'une suite, Black & White 2.
Un portage pour la Sega Dreamcast était en développement mais fut annulé à cause de la fin de vie de la console.

## Histoire
Le joueur commence le jeu en tant que tout nouveau dieu, né des prières d'une famille. Après avoir sauvé le fils de la famille d'une noyade, le joueur suit la famille reconnaissante jusqu'à leur village. Là-bas, le joueur choisit une Créature. L'histoire avance au fur et à mesure que le joueur complète les quêtes principales appelées « Parchemins d'or » et les quêtes secondaires appelées « Parchemins d'argent ». Le joueur découvre une Créature massive, qui parle d'un dieu nommé Némésis, son ancien maître, qui souhaite éliminer tous les autres dieux et régner sans partage en tant que seul véritable dieu. Némésis devient alors le principal antagoniste du jeu. Le joueur prend connaissance du Crédo — une source d'énergie ayant la capacité d'éliminer des dieux. Némésis anéantit ensuite son ancienne Créature et attaque le village du joueur. Un mystérieux vortex s'ouvre, que le joueur emprunte pour échapper à Némésis. Le vortex transporte le joueur vers une deuxième île. Le joueur est accueilli par un autre dieu, Khazar, qui a envoyé le vortex au joueur et qui demande l'aide du joueur contre un autre dieu, Lethys, qui est le sous-fifre de Némésis, en échange des ressources nécessaires à la reconstruction du village du joueur. Cependant, Némésis élimine Khazar et vole sa partie du Crédo. Lethys enlève ensuite la créature du joueur, l'emportant dans un vortex vers une autre île. Dans la troisième île, la Créature est retenue prisonnière d'une stase provoquée par trois piliers magiques. Le joueur doit donc capturer trois villages pour libérer la Créature. Lethys donne alors au joueur une partie du Crédo et ouvre un vortex  vers une île où se trouve une autre partie du Crédo. Le joueur retourne à la première île, qui est désormais maudite par Némésis — le ciel est bombardé d'éclairs et des boules de feu. Le joueur doit compléter trois quêtes pour annuler la malédiction. Enfin, quand une pièce du Crédo apparait après avoir aidé un village maudit, Némésis apparait et invite le joueur dans son royaume. Sur la dernière île, Némésis maudit la Créature du joueur, la changeant progressivement d'alignement, la rétrécissant, et l'affaiblissant. Le joueur doit alors conquérir des villages pour annuler la malédiction et vaincre Némésis. Lorsque la dernière partie du Crédo est obtenue, le joueur détruit Némésis une bonne fois pour toutes, laissant le joueur comme l'unique dieu restant dans le monde.

## Système de jeu
Le joueur prend le contrôle d'un dieu qui règne sur une île peuplée de diverses tribus. Le contrôle du joueur sur l'île se manifeste par la Main, une main animée qui peut bouger ou lancer des personnes ainsi que des objets, toquer sur les maisons pour réveiller ses occupants, accomplir des miracles, ainsi que plein d'autres choses. L'utilisation du clavier est très rare dans le jeu; afin d'améliorer la sensation de réalisme, la main qui contrôle la souris peut effectuer toutes les actions possibles du jeu. Dans un patch arrivé plus tard, la Main pouvait aussi être contrôlée par le Power Glove P5, un gant de réalité virtuelle.
Globalement, l'objectif d'un niveau est de gagner le contrôle de chaque village d'une île. Pour y parvenir, il faut accomplir des actions incroyables qui vont améliorer la foi des villageois envers le joueur. Ces derniers peuvent être influencés par tout, que ce soit en les aidant dans leurs tâches quotidiennes, ou  que ce soit la terreur que leur inspire les boules de feu et les orages violents. Un autre élément de gameplay important est la Créature du joueur — une sorte d'animal domestique qui peut être dressée à accomplir les mêmes actions que le joueur, grâce à la profonde IA du jeu, développée par Richard Evans. Cette Créature est dressée de la manière suivante : en laisse, et en observant le joueur effectuer l'action, la Créature apprendra à se servir de la Main. Avec de la patience et des répétitions, celle-ci peut effectuer des actions complexes qui peut faire d'elle l'avatar du joueur dans le monde.
L'idée se reposant sur le nom du jeu repose sur le conflit entre le Bien et le Mal. Presque chaque action (ou l'absence d'action) va changer l'image que les gens se font du joueur.Ainsi, le joueur peut être perçu comme un dieu incroyablement bon ou un particulièrement odieux. Les terres ainsi que l'interface vont s'adapter à l'alignement du joueur. Un bon dieu aura un temple en marbre blanc, une main blanche et éclatante, ainsi qu'un village paisible baigné par la lumière. À l'inverse, un dieu malfaisant aura une main brûlée, équipée de griffes, un temple noir ou éclosent des épines rouges vénéneuses, et par conséquent des villageois terrifiés. Les bons joueurs essaient de conquérir les villages par le biais d'une aide constante. La tactique par défaut consiste à offrir de la nourriture et du bois, construire des bâtiments, protéger le village d'autres dieux, envoyer des missionnaires, et utiliser la Créature pour divertir les villageois. Cependant, les villageois s’ennuieront si la même action pour les impressionner est répétée trop de fois. En d'autres termes, si la lévitation de rochers se fait trop fréquente, son effet deviendra inutile. Ceci force le joueur à varier la tactique à utiliser pour convertir un village. Il est possible d'alterner entre le bien et le mal, et de rester ainsi neutre. Le jeu offre énormément de façons de plaire aux villageois, néanmoins, le joueur n'est jamais contraint à faire le bien ou le mal, sauf dans le premier niveau, pendant le tutoriel.

### Créature
Black & White a une particularité qui permet au joueur de contrôler une Créature qui prend la forme d'un animal. La plupart des créatures s'obtiennent en complétant divers "Parchemins d'argent". L'animal du joueur commence en étant relativement petit, et finit par atteindre la taille d'un gratte-ciel. Chaque Créature a ses forces et ses faiblesses. Par exemple, le singe est intelligent et efficace pour apprendre de nouvelles tâches, mais manque de force, tandis que le tigre est costaud mais apprend plus lentement.
En tant que dieu, le joueur peut apprendre à sa Créature comment accomplir de simples tâches, comme maintenir la réserve de nourriture et de bois du village pleine; accomplir des miracles; accomplir une série d'actions bénéfiques, sans gravité ou violentes  - absolument tout, de savoir ce que mangent les gens, et quand, à comment attaquer les villageois en se servant d'arbres. Il est également possible d'apprendre à sa Créature à se battre en duel avec d'autres créatures; l'attaque et la défense de la Créature peuvent être travaillées et améliorées. L'apprentissage de la Créature se fait par un système d'apprentissage par renforcement - si la Créature fait quelque chose que le joueur ne voulait pas qu'elle fasse, le joueur peut frapper sa créature. À l'inverse, si la Créature fait quelque chose qui plait au joueur, la créature peut être récompensée. En fonction de la réaction du joueur, sa créature la graduellement changer son comportement pour plaire au joueur.
Le jeu renforce l'apprentissage et les choix de la Créature en proposant une réaction visible. Par exemple, la Créature va changer d'apparence en fonction de son alignement: un loup diabolique aura des yeux incandescents et des crocs ainsi que des griffes énormes, tandis qu'un loup vertueux va adopter une surprenante nuance de violet et briller légèrement.
Lionhead Studios s'est servi du modèle BDI (Belief-Desire-Intention) qui se base sur le travail de Michael Bratman afin de simuler l’apprentissage et la prise de décision de la Créature. La Créature forme son intention en combinant ses désirs, ses opinions et ses croyances. Les croyances sont formées à partir d'une liste d'attributs, créée à partir de données extraites de divers objets du monde. Les désirs sont les objectifs que la Créature veut atteindre, et sont exprimés comme des perceptrons simplifiés. Les opinions décrivent quant à elles les manières de satisfaire un désir en se servant d'arbres de décision. Pour chaque désir, la Créature choisit la croyance dont il a la meilleure opinion — formant ainsi une intention, ou un objectif.

## Réception
Les critiques ont dans un premier temps récompensé Black & White avec la mention « universal acclaim » (soit plus de 90 points sur 100) selon Metacritic, un site de critique qui note les jeux vidéo, mais aussi les films, les livres, et également les albums. The Cincinnati Enquirer a donné quatre étoiles et demi au jeu, le qualifiant de « jeu incroyablement rafraichissant dans lequel se plonger pendant des heures jusqu'au bout ». Playboy lui a donné la note de 85 %, en disant : « Même si ce jeu est loin d'être parfait — certains se plaindront de la micro-gestion constante et des objectifs à remplir souvent ambigus —, il est très accessible et addictif, proche d'un terrain de jeu virtuel idéal dans lequel vous incarnez Dieu [sic]. » Maxim lui a donné la note de huit sur dix, expliquant que « Malgré un rythme lent et une atmosphère mièvre, proche du blasphème, la conception ouverte du jeu vous permet d'assouvir aisément vos fantasmes les plus mégalomanes. »
Certaines critiques, après avoir passé plus de temps à passer le jeu en revue, ont modifié leur jugement : Black & White a été choisi par GameSpy comme étant le jeu le plus surévalué de tous les temps dans un article publié en septembre 2003, mentionnant un manque de vraies interactions avec les villageois et un piètre usage des créatures tant appréciées parmi les raisons qui ont contribué à rendre le jeu décevant en fin de compte.
IGN a mentionné ce jeu dans l'un de ses podcasts traitant des jeux surévalués.